# Novăcești
Novăcești falu Romániában, Erdélyben, Fehér megyében. Közigazgatásilag Bisztra községhez tartozik.

## Fekvése
A Mócvidéken, Bisztra közelében, Dealu Muntelui mellett fekvő település.

## Története
Novăceşti korábban Dealu Muntelui része volt, 1956 körül vált külön 194 lakossal.
1966-ban 171 1977-ben 146, 1992-ben 52, 2002-ben pedig 41 román lakosa volt.